# 特拉文塔尔
特拉文塔尔是德国石勒苏益格－荷尔斯泰因州的一个市镇。总面积5.37平方公里，总人口497人，其中男性255人，女性242人（2011年12月31日），人口密度93人/平方公里。